# Snappy (Datenkompressionssoftware)
Snappy ist eine freie Programmbibliothek zum Komprimieren und Dekomprimieren von Daten. Der Algorithmus wurde von Google entwickelt und 2011 unter freier BSD-Lizenz veröffentlicht. Er ist auf hohe Kompressions- und Dekompressionsgeschwindigkeit ausgelegt, die Kompressionsrate ist daher deutlich schlechter als die von zlib. Snappy ist schneller als der vergleichbare Algorithmus LZO.
Snappy wird von Google-eigenen Programmen MapReduce und Bigtable sowie den Apache-Projekten Hadoop und Lucene genutzt.

## Technik
Snappy gibt nur ganze Bytes aus. Es wird keine Entropiekodierung verwendet.